# Volney

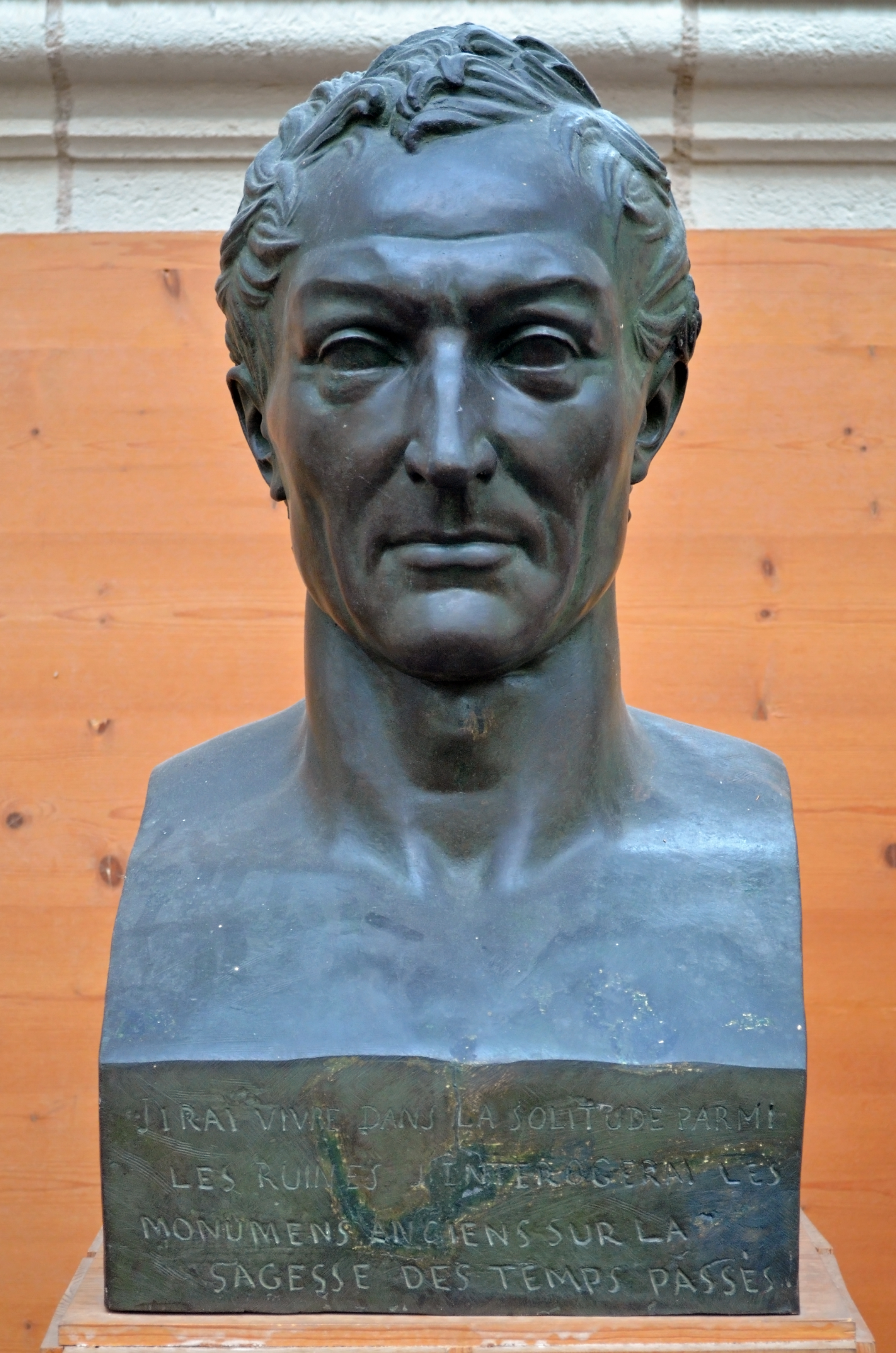
Busto de Volney por David d'Angers (1825).

Constantin-François Chassebœuf de La Giraudais, conde de Volney, conocido simplemente como Volney (Craon, Anjou, 3 de febrero de 1757 – París, 25 de abril de 1820), fue un escritor, filósofo, orientalista y político francés. Fue amigo de Cabanis y de Destutt de Tracy y, en su obra, el heredero del racionalismo de Helvétius y de Condorcet.

## Biografía
Después de estudiar derecho y medicina, viajó por el Líbano, Egipto y Siria, viaje que relató en Viaje por Egipto y Siria (1788). Poco antes de ese viaje, adoptó el seudónimo de Volney, forma contraída de Voltaire y Ferney. Trabó amistad con Cabanis en casa de la viuda de Helvetius en Auteuil, donde encontró a Condorcet y participó en la recepción de Benjamín Franklin, cuyo espíritu libre de prejuicios y sobre todo de creencias ejerció sobre él una profunda impresión. Después frecuentó la casa del Barón de Holbach, donde conoció a Denis Diderot. Todo esto lo confirma en su ateísmo materialista: es extraño a toda sensibilidad religiosa. Hizo por entonces un viaje a Angers y visitó a Madame Vallée du Boisrenaud, a la cual pareció sumamente desagradable, izquierdista e impertinente. 
Volney se convirtió en un defensor del iusnaturalismo, publicando al respecto su ensayo La ley natural. En los albores de la Revolución Francesa, es representante por el Tercer Estado en los Estados Generales de 1789 (rechazando sentarse en las filas de la nobleza), y fue secretario de la Asamblea Nacional Constituyente en 1790. Es autor de Las ruinas de Palmira o Meditaciones sobre las revoluciones de los imperios (1791), su obra más famosa, en la que proclama un ateísmo tolerante, la libertad y la igualdad, por lo cual fue puesta en el Index librorum prohibitorum de la Iglesia católica.
Napoleón le otorgó el título de conde, y durante el reinado de Luis XVIII fue senador y miembro de la Cámara de los Pares, aunque siguió defendiendo ideas liberales. Entre sus obras destacan una Cronología de Heródoto (1781), Nuevas investigaciones sobre historia antigua (1814) —también incluida póstumamente en el Index, en 1826— y diversos trabajos sobre el hebreo.

## Obras

### 1781 - 1789
- 1781: Mémoire sur la Chronologie d'Hérodote,
- 1787: Voyage en Syrie et en Égypte, pendant les années 1783, 1784 & 1785, Paris  1785 ; Paris, Volland et Dessenne, 1787, 2 vol.
- 1788 : Considérations sur la guerre actuelle des Turcs, Londres
- 1788 : Des Conditions nécessaires à la légalité des États généraux, Paris ;
- 1788 : Lettre de M. C.-F. de Volney à M. le comte de S...t., Paris, 1788
- 1789 : Les ruines ou Meditation sur les révolutions des Empires. Précédé d'une notice par le comte Daru, Paris, 1826. Réédition (1789, editio princeps, ver supra)

### 1790 - 1799
- 1790 : Chronologie des douze siècles antérieurs au passage de Xercès en Grèce ;
- 1791 : Les Ruines Ou Méditations Sur Les Révolutions Des Empires, Par M.Volney, Député a L'Assemblée Nationale De 1789, Genève
- 1793 : La loi naturelle ou Catéchisme du Citoyen français, Grenoble
- 1793 : Précis de l'état actuel de la Corse (1793)
- 1794 : Simplification des langues orientales, ou méthode nouvelle et facile d'apprendre les langues arabe, persane et turque, avec des caractères européens, Paris,  Impr. de la République
- 1795 : Letter to Priestley

### 1816 - 1820
- 1819 : Histoire de Samuel, inventeur du sacre des rois ; fragment d'un voyageur américain. Paris, 1819, Bossange, 1820, 1822 ;
- 1819 : L'alfabet européen appliqué aux langues asiatiques, Paris,  F. Didot,1819,
- 1820 : L'Hébreu simplifié par la méthode alfabétique, contenant un premier essai de la grammaire et un plan du dictionnaire écrit sans lettres hébraïques, et cependant conforme à l'hébreu ; avec des vues nouvelles sur l'enseignement des langues orientales, Paris, J.-M. Eberhart, 1820
- 1820 : Discours sur l'étude philosophique des langues, lu à l'Académie des sciences, Paris 1820
- 1822 : Leçons d'histoire prononcées à l'École normale, en l'an III de la République française. Paris, 1799
- 1823 : Lettres de M. de Volney à M. le baron de Grimm, suivi de la réponse de ce dernier

### 1820 - 1899
- 1821 : Œuvres choisies, précédées d'une Notice sur la vie de l'auteur (por Adolphe Bossange). Les ruines. - La loi naturelle. - L'histoire de Samuel, Paris, 1821, Nouvelle édition, Lebigre Frères, 1836. Una Notice sur la vie et les écrits de G.-F. Volney, por Adolphe Bossange, se encuentra a la cabeza de la edición de las Œuvres complètes de Volney, publicada por Bossange, 8 vol. in-8°, Paris, nueva edición, pero menos completa, Paris, 1837, en octavo mayor.